# Mark Allen Michaels
Mark Allen Michaels est un réalisateur américain.

## Filmographie
Comme réalisateur et acteur
- 2004 : Mind Rage